# Ludwik Kuk
Ludwik Kuk (ur. 1893 w Łodzi) – niemiecki kupiec, zecer i dziennikarz, oraz działacz mniejszości niemieckiej w Polsce.

## Życiorys
Kuk pracował jako kupiec, był właścicielem sklepu „Bławat Polski” przy ulicy Łagiewnickiej, w sąsiedztwie Bałuckiego Rynku w Łodzi. Później również pracował jako zecer i dziennikarz „Lodzer Volkszeitung”, działaczem Syndykatu Dziennikarzy Łódzkich i działaczem mniejszości niemieckiej w Polsce. W 1927 został radnym rady miejskiej w Łodzi oraz ławnikiem magistratu miasta Łodzi. Działał jako przewodniczący Wydziału Podatkowego, członek Komitetu Rozbudowy Miasta i Komitetu Budowy Domów na Polesiu, Zarządu Okręgowego Związku Kas Chorych Województwa Łódzkiego i sekretarz Komitetu Budowy Gmachu Szpitalnego Szpitala Kasy Chorych w Łodzi. Pełnił także funkcję generalnego sekretarza Niemieckiej Socjalistycznej Partii Pracy w Polsce. W 1933 zmuszony przez partię do złożenia mandatu radnego rady miejskiej oraz opuszczenia szeregów partii za pochwalanie antysemityzmu w III Rzeszy.

### Życie prywatne
Był synem Ludwika Kuka i Julii z domu Menzel. Jego żoną była Elza z domu Kurtz.